# Stoeppaal
Een stoeppaal is een paal die in vroeger tijden werd gebruikt om de stoep, die particulier bezit was, af te scheiden van de openbare rijweg. Stoeppalen hadden niet de functie om het verkeer te weren, maar om particulier en openbaar gebied te scheiden.

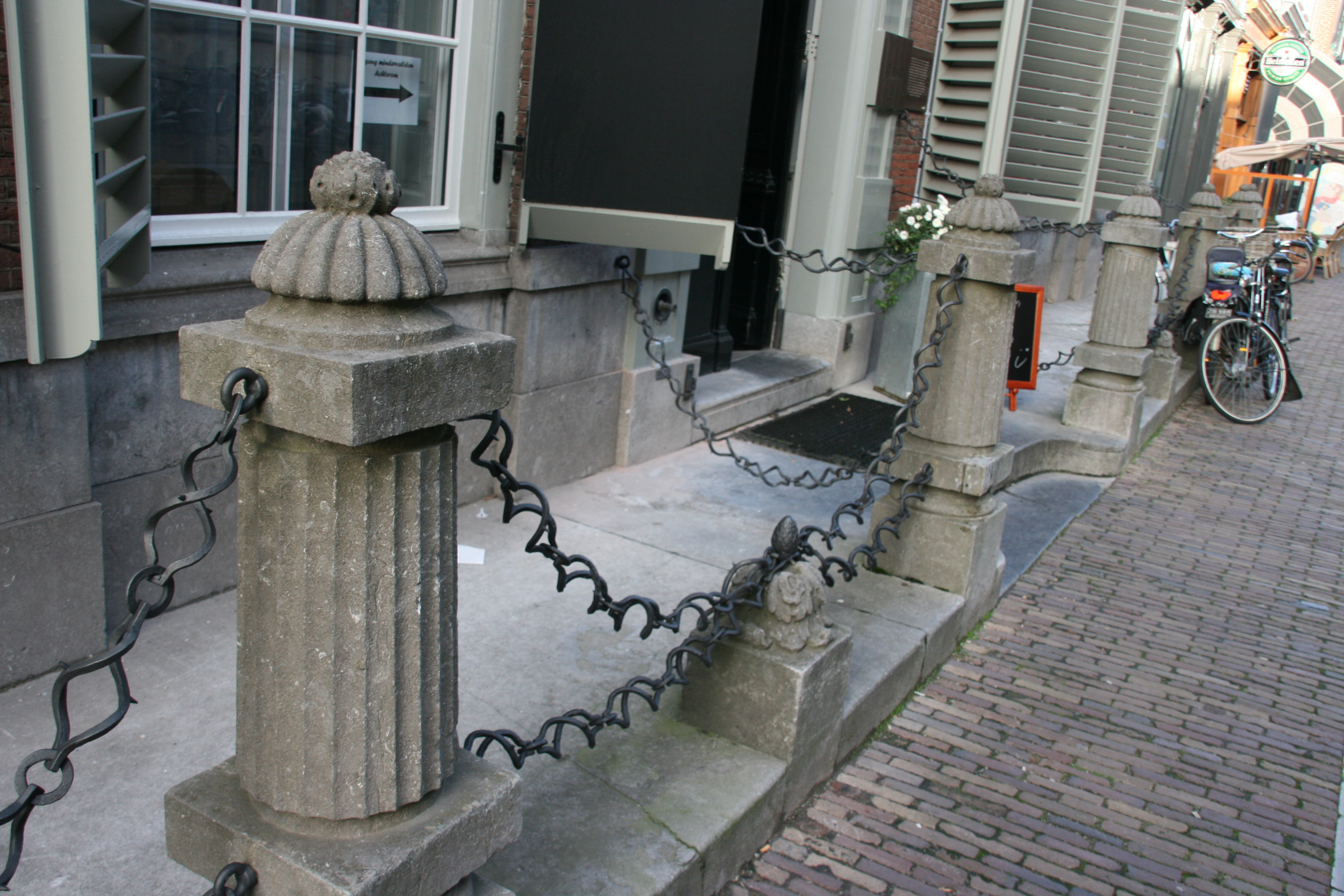
Stoeppaal op de Groenmarkt te Dordrecht

Vaak bevond zich langs de stoep, voor de herenhuizen, een rij van deze hardstenen palen die onderling door smeedijzeren kettingen waren verbonden.
Stoeppalen waren soms bijzonder fraai afgewerkt en voorzien van wapenschilden en versieringen in diverse stijlen, van renaissance tot Lodewijk XVI-stijl. Soms is er zelfs sprake van "mannelijke" stoeppalen (met een schild) en "vrouwelijke" stoeppalen met een ruitvormig ornament. Tegen het einde van de 17e eeuw, toen het leven zich meer en meer binnenshuis begon af te spelen, raakten de stoeppalen geleidelijk in onbruik.
Men dient stoeppalen niet te verwarren met verkeerswerende palen zoals schamppalen en Amsterdammertjes.